# 진나이 타카노리
진나이 타카노리(陣内 孝則. 1958년 8월 12일 ~)는 후쿠오카현 오카와시 출신 일본의 배우이자 가수, 영화 감독이다. 록 밴드 록커즈의 보컬로 데뷔했으며, 1982년 밴드 해체 후에는 배우로 활동하고 있다. 2003년에는 자신이 활동했던 밴드 록커즈를 다룬 영화 《록커즈》의 감독을 맡기도 했다.

## 출연

### 드라마
- 대하드라마 (NHK)
  - 독안룡 마사무네 (1987년) - 도요토미 히데츠구 역
  - 태평기 (1991년) - 사사키 도요 역
  - 모리 모토나리 (1997년) - 스에 하루카타 역
  - 군사 칸베에 (2014년) - 우키타 나오이에 역

2005년
- 1리터의 눈물

2006년
- 철판소녀 아카네

2007년
- 남도일의 부활

2008년
- 교섭인
- 와다 아키코 이야기
- 투머로
- 쿠킹파파
- 소아구명

2009년
- 흔히 있는 기적
- 임협 헬퍼

2010년
- 철의 뼈
- 벼랑 끝의 에리

2011년
- 재생거류
- 컨트롤: 범죄심리수사
- 피스 보트
- 최상의 명의

2012년
- 추정유죄
- 보이즈 온 더 런 - 스즈키 칸이치 역

2014년
- HAMU~공안경찰의 남자 - (1월, 후지 TV) - 우즈키 타카미 역
- 형사의 십자가 (5월 7일, TV 도쿄, 수요일 미스터리 9) - 시마다 나오지 역
- 수의사씨 사건이에요 (7월 - 9월, 요미우리 TV) - 시바 켄타로 역

### 영화
- 등불 (1987년)
- 사랑스런 에리 (1987년)
- 자토이치 (1989년)
- 록커즈 (2003년)
- 체케랏초!! (2006년)
- 백댄서즈! (2006년)
- 사랑의 유형지 (2007년)
- 울지않아 (2009년)
- 교섭인 더 무비 (2010년)